# Джинджа
Джинджа е град в югоизточна Уганда и административен център на едноименната област. С население от почти 100 хиляди души Джинджа е четвъртият по численост град в страната, а с дневен приток от почти 120 хиляди работници е вторият най-оживен търговски център в Уганда след столицата Кампала. Градът е разположен на брега на езерото Виктория в близост до извора на река Бели Нил и отстои на около 90 km от столичния град. Въпреки че преди създаването си като град районът е бил заселен, едва през 1907 официално е създадено селище с името Джинджа. Името на града на езика луганда означава „скала“. По-голямата част от населението на Джинжда спада към народите банту, а най-говореният език е лусога.
Край брега на реката се издига бюстът на Махатма Ганди, а на западния бряг се намира паметникът на Джон Спик, откривателя на езерото. Центърът на града е обърнат към езерото, изграден с големи къщи и дворове. Улиците са тихи, тъй като най-малко половината от използваните превозни средства са велосипеди.